# 1200'erne
Århundreder: 12. århundrede – 13. århundrede – 14. århundrede
Årtier: 1150'erne 1160'erne 1170'erne 1180'erne 1190'erne – 1200'erne – 1210'erne 1220'erne 1230'erne 1240'erne 1250'erne
År: 1200 1201 1202 1203 1204 1205 1206 1207 1208 1209